# Ginástica artística nos Jogos Olímpicos de Verão de 2024 - Salto masculino
A competição do salto masculino da ginástica artística nos Jogos Olímpicos de Verão de 2024 foi realizada na Bercy Arena em Paris, França, em 27 de julho e 4 de agosto de 2024. Um total de 18 ginastas de 16 Comitês Olímpicos Nacionais (CON) participaram do evento na fase qualificatória. Ao contrário de outros eventos por aparelhos, o salto exige que os ginastas realizem dois exercícios para que os resultados sejam contabilizados para a final; a maioria dos ginastas realiza apenas um (se estiverem participando do individual geral ou em equipe) ou nenhum (se estiverem participando apenas de outros aparelhos).

## Qualificação
Um CON poderia inscrever até cinco ginastas qualificados. Um total de 96 vagas de cota foram alocadas para ginástica artística masculina.
As 12 equipes que se classificaram enviaram cinco ginastas para a competição por equipes, para um total de 60 das 96 vagas de cota. As três melhores equipes no Campeonato Mundial de Ginástica Artística de 2022 (China, Japão e Grã-Bretanha) e as nove melhores equipes (excluindo as já classificadas) no Campeonato Mundial de Ginástica Artística de 2023 (Estados Unidos, Canadá, Alemanha, Itália, Suíça, Espanha, Turquia, Países Baixos e Ucrânia) ganharam essas vagas.
As 36 vagas restantes foram concedidas individualmente, sendo que cada ginasta poderia ganhar apenas uma vaga. Elas foram preenchidas por meio de diversos critérios baseados no Campeonato Mundial de 2023, na série da Copa do Mundo de Ginástica Artística de 2024, campeonatos continentais, garantia do país sede, garantia de realocação e convite da Comissão Tripartite.
Cada um dos 96 ginastas qualificados era elegível para a competição de salto, mas devido à exigência de que o ginasta realize dois exercícios na rodada qualificatória (em vez de apenas um, necessário para contar para os eventos individuais e em equipe), muitos ginastas não tentam se classificar para a final do aparelho.

## Formato
Os oito melhores ginastas na qualificatória (limite de dois por CON) avançam para a final. Os finalistas realizaram um exercício adicional no aparelho (mais dois saltos). As pontuações da qualificatória foram então ignoradas, com apenas as pontuações da rodada final contando. A pontuação foi de acordo com o Código de Pontos da Federação Internacional de Ginástica.

## Calendário
Horário local (UTC+2)
| Data        | Horário | Fase           | Fase         |
| ----------- | ------- | -------------- | ------------ |
| 27 de julho | 11:00   | Qualificatória | Subdivisão 1 |
| 27 de julho | 15:30   | Qualificatória | Subdivisão 2 |
| 27 de julho | 20:00   | Qualificatória | Subdivisão 3 |
| 4 de agosto | 16:20   | Final          | Final        |

## Medalhistas
| Ouro   | PHI Carlos Yulo    |
| Prata  | ARM Artur Davtyan  |
| Bronze | GBR Harry Hepworth |

## Resultados

### Qualificatória
Os ginastas que se classificaram entre os oito melhores avançam para a final. No caso de dois ou mais ginastas de um mesmo CON estando entre os oito melhores, os próximos classificados após eles avançam para a final.
| Pos. | Ginasta             | Salto 1 | Salto 1 | Salto 1 | Salto 1 | Salto 2 | Salto 2 | Salto 2 | Salto 2 | Total  | Notas |
| Pos. | Ginasta             | Nota D  | Nota E  | Pen.    | Pont. 1 | Nota D  | Nota E  | Pen.    | Pont. 2 | Total  | Notas |
| ---- | ------------------- | ------- | ------- | ------- | ------- | ------- | ------- | ------- | ------- | ------ | ----- |
| 1    | UKR Nazar Chepurnyi | 5.6     | 9.266   |         | 14.866  | 5.6     | 9.200   |         | 14.800  | 14.833 | Q     |
| 2    | GBR Harry Hepworth  | 5.6     | 9.033   |         | 14.633  | 5.6     | 9.300   |         | 14.900  | 14.766 | Q     |
| 3    | CRO Aurel Benovic   | 5.6     | 8.966   |         | 14.566  | 5.6     | 9.300   |         | 14.900  | 14.733 | Q     |
| 4    | UKR Igor Radivilov  | 6.0     | 9.300   |         | 14.900  | 5.6     | 8.900   |         | 14.500  | 14.700 | Q     |
| 5    | GBR Jake Jarman     | 6.0     | 9.266   | –0.100  | 15.166  | 5.6     | 8.633   |         | 14.233  | 14.699 | Q     |
| 6    | PHI Carlos Yulo     | 5.6     | 9.300   | –0.100  | 14.800  | 5.6     | 8.966   |         | 14.566  | 14.683 | Q     |
| 7    | ARM Artur Davtyan   | 5.6     | 9.033   | –0.100  | 14.533  | 5.6     | 9.200   |         | 14.800  | 14.666 | Q     |
| 8    | IRI Mahdi Olfati    | 5.6     | 9.066   |         | 14.666  | 5.6     | 8.900   |         | 14.500  | 14.583 | Q     |
| 9    | USA Asher Hong      | 6.0     | 8.800   | –0.100  | 14.700  | 5.6     | 8.933   | –0.100  | 14.433  | 14.566 | R1    |
| 10   | TUR Adem Asil       | 6.0     | 9.266   |         | 15.266  | 5.6     | 8.100   |         | 13.700  | 14.483 | R2    |
| 11   | KOR Lee Jun-ho      | 5.6     | 8.933   |         | 14.533  | 5.6     | 8.933   | –0.300  | 14.233  | 14.383 | R3    |

### Final
Os ginastas com as melhores pontuações conquistam as medalhas.
| Pos.              | Ginasta             | Salto 1 | Salto 1 | Salto 1 | Salto 1 | Salto 2 | Salto 2 | Salto 2 | Salto 2 | Total  |
| Pos.              | Ginasta             | Nota D  | Nota E  | Pen.    | Pont. 1 | Nota D  | Nota E  | Pen.    | Pont. 2 | Total  |
| ----------------- | ------------------- | ------- | ------- | ------- | ------- | ------- | ------- | ------- | ------- | ------ |
| Medalha de ouro   | PHI Carlos Yulo     | 6.0     | 9.433   |         | 15.433  | 5.6     | 9.200   |         | 14.800  | 15.116 |
| Medalha de prata  | ARM Artur Davtyan   | 5.6     | 9.366   |         | 14.966  | 5.6     | 9.366   |         | 14.966  | 14.966 |
| Medalha de bronze | GBR Harry Hepworth  | 5.6     | 9.233   |         | 14.833  | 5.6     | 9.466   |         | 15.066  | 14.949 |
| 4                 | GBR Jake Jarman     | 6.0     | 9.200   | –0.100  | 15.100  | 5.6     | 9.166   |         | 14.766  | 14.933 |
| 5                 | CRO Aurel Benović   | 5.6     | 9.400   |         | 15.000  | 5.6     | 9.200   |         | 14.800  | 14.900 |
| 6                 | UKR Nazar Chepurnyi | 5.6     | 9.233   |         | 14.833  | 5.6     | 9.366   |         | 14.966  | 14.899 |
| 7                 | IRI Mahdi Olfati    | 5.6     | 8.866   | –0.300  | 14.166  | 5.6     | 8.866   | –0.100  | 14.366  | 14.266 |
| 8                 | UKR Igor Radivilov  | 5.6     | 9.300   |         | 14.900  | 5.6     | 7.933   | –0.100  | 13.433  | 14.166 |